# Волен (город)
Во́лен (нем. Wohlen) — город в Швейцарии, в кантоне Аргау.
Входит в состав округа Бремгартен. Население составляет 14 161 человек (на 31 декабря 2007 года). Официальный код — 4082.